# آگوستین وردوگو
آگوستین وردوگو (انگلیسی: Agustín Verdugo؛ زادهٔ ۱۸ سپتامبر ۱۹۹۷) بازیکن فوتبال اهل آرژانتین است.
از باشگاه‌هایی که در آن بازی کرده‌است می‌توان به باشگاه فوتبال گودوی کروز اشاره کرد.